# Steady Diet of Nothing
Albums de Fugazi
Repeater In on the Kill Taker
Steady Diet of Nothing est le deuxième album du groupe de post-hardcore Fugazi sorti en 1991.

## Historique
L'album est produit par les membres du groupe. Le titre S'teady Diet of Nothing est tiré d'une citation du défunt comique de scène américain Bill Hicks. L'album sort le 1er juillet 1991,,,,.

## Liste des titres
1. Exit Only – 3:11
2. Reclamation – 3:21
3. Nice New Outfit – 3:26
4. Stacks – 3:08
5. Latin Roots – 3:13
6. Steady Diet – 3:42
7. Long Division – 2:12
8. Runaway Return – 3:58
9. Polish – 3:38
10. Dear Justice Letter – 3:27
11. KYEO – 2:58

## Membres du groupe
- Ian MacKaye – Guitare, Chant
- Guy Picciotto – Guitare, Chant
- Joe Lally – Basse
- Brendan Canty –Batterie

## Collaborateurs
- Don Zientara – Mixage